# Diccionario de Kangxi

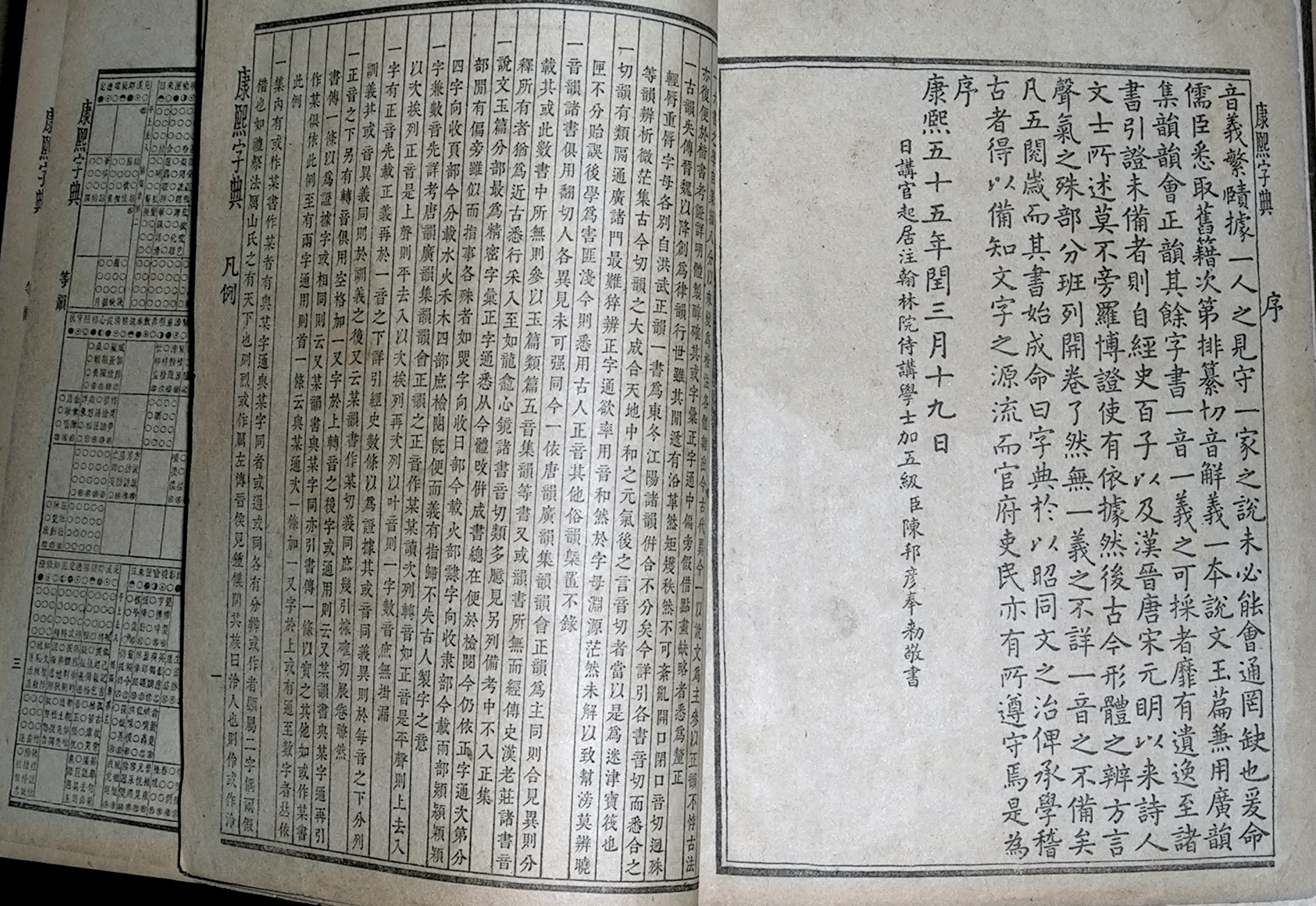
Imagen de una edición de principios del del Diccionario de Kangxi.

El Diccionario de Kangxi (chino: 康熙字典, pinyin: Kāngxī zìdiǎn) es un diccionario chino publicado en 1716 durante el reinado del emperador Kangxi, de la dinastía Qing.
Con aproximadamente 47.000 entradas, es uno de los diccionarios chinos antiguos más importantes, tanto por su tamaño como por su relevancia en la historia de la lexicografía china. Los caracteres están clasificados mediante un sistema de 214 radicales, que encabezan grupos de caracteres ordenados por el número de sus trazos. La lista de radicales retoma la del Zìhuì (chino tradicional: 字彙, chino simplificado: 字汇, «Colección de caracteres») de Méi Yíngzuò (梅膺祚) de 1615. Anteriormente se encontraban sistemas de clasificación más complejos; por ejemplo, en el Shuōwén se cuentan 540 radicales. La lista de radicales del Diccionario de Kangxi se sigue utilizando en los diccionarios modernos en caracteres tradicionales que se publican en lugares como Taiwán y Hong Kong, mientras que en los diccionarios en caracteres simplificados editados en la China continental se emplea por lo general una forma modificada de esta lista tradicional de radicales. El renombre de este diccionario hace que se le suela atribuir, erróneamente, la invención de la lista de los 214 radicales, a veces conocidos como los «radicales de Kangxi». El ordenamiento de los propios radicales no se hace por número de trazos, sino por agrupaciones analógicas y poéticas.
La pronunciación se indica mediante las reglas del fǎnqiē, sistema de rimas que indican la pronunciación de las sílabas. Se añaden referencias a libros, obras, trabajos y diccionarios que utilizan el carácter de la entrada. También se encuentra una tabla de rimas en la cual los caracteres se clasifican por tipo de rima, tono y fonema inicial de la sílaba.
El gran número de caracteres se explica por la voluntad exhaustiva de los compiladores, que recogieron, además de los caracteres de uso común, variantes gráficas de los caracteres, caracteres muy raros usados en nombres propios, e incluso casos de hápax.
Precisamente por la inclusión de formas variantes (a menudo existen muchas maneras alternativas de escribir los trazos de un mismo carácter), los diccionarios modernos más voluminosos llegan a sobrepasar al Diccionario de Kangxi en número de caracteres. Por ejemplo, el Zhōnghuá zì hǎi (中華字海) incluye más de 85.000. 